# Portrait du cardinal Alessandro Farnese
Le Portrait du cardinal Alessandro Farnese (futur pape Paul III) est une peinture à l'huile sur bois de 139 × 91 cm, datant de la période 1509-1511,  du peintre Raphaël, conservée au Musée Capodimonte de Naples.

## Histoire
Le tableau a été probablement commissionné à Raphaël par le cardinal Alessandro Farnese dans les premières années du séjour romain de l'artiste (1509-1511), quand Alessandro, élu évêque de Parme, a commencé à gravir les échelons du pouvoir soutenu par les Médicis.
Les premières informations concernant le tableau datent de 1587 quand il se trouvait à Parme dans le garde-robe de Ranuccio Farnèse.
En 1734, la peinture a été transférée dans la Galleria del Palazzo della Pilotta, à Naples et a été sélectionné en 1799 à la suite du traité de Tolentino parmi les trente œuvres officiellement réquisitionnées « per la Repubblica Francese ». 
Mise en dépôt à Rome, l'œuvre a été récupérée par Venuti en 1800 pour la galerie napolitaine de Francavilla. Dans un des deux inventaires, le tableau a été décrit comme Portrait du cardinal Pamphili, tandis que dans les guides du XIXe siècle du Real Museo Borbonico, il est indiqué comme  Portrait du cardinal Passerini. 
Au début du XXe siècle, Filangieri et De Rinaldis, en consultant les inventaires farnésiens, le définirent comme Portrait du cardinal Alessandro Farnese pas encore pape et notèrent la ressemblance avec le personnage situé à gauche du pape dans la fresque de Raphaël (Consegna dei Decretali) de la stanza della Segnatura (1511), fresque de laquelle Giorgio Vasari a écrit : « in detto papa ritrasse papa Giulio di naturale, Giovanni cardinale de Medici assistente, che fu papa Leone, Antonio cardinale di Monte e Alessandro Farnese cardinale che fu poi papa Paolo III. » (1568).
L'œuvre est effectivement en mauvais état. Les diverses restaurations dont la dernière a été effectuée par Bruno Arciprete (1993-1994), ont mis en évidence des dommages d'origine ancienne, surtout une situation d'abrasion diffuse sur le fond sombre, le visage, la cape résultant de nettoyage mécanique et peut-être de soude, ainsi qu'un effacement de la couleur rouge de l'habit.

## Description
Le personnage est représenté mi-corps, debout, tourné de trois-quarts vers la gauche dans ses habits rouges (cape) et blanc (veste et manches) de cardinal, le regard dirigé vers le spectateur. L'endroit est éclairé uniquement par une ouverture sur la droite s'ouvrant sur un paysage  composé d'un fleuve, de constructions et de collines se perdant au loin dans la clarté de l'horizon.

## Analyse
Le paysage est clairement « florentin » : composé d'un fleuve, de constructions et de collines se perdant au loin dans la clarté de l'horizon semblable aux paysages de La Madone d'Alba et de Sainte Catherine d'Alexandrie.

## Attribution
L'exécution de l'ensemble, de nombreuses analogies avec les tableaux cités et le lien avec la fresque des Decretali renforce la paternité de Raphaël, mais son attribution  fit débat : Passavene (1860) et Giovanni Morelli (1890) attribuèrent la peinture à un élève du peintre, Crowe, et Giovanni Battista Cavalcaselle (1884-1891) à un peintre florentin dont le style est proche de celui du Bronzino ou des œuvres de jeunesse de Pontormo. 
En faveur de l'attribution à Raphaël se sont prononcés Venturi (1920), Bernard Berenson (1932), De Vecchi (1966) ainsi que d'autres qui considérèrent que le mauvais état de conservation du tableau constitue l'obstacle principal à l'attribution définitive à Raphaël.

## Sources
- Voir liens externes